# مجموعه بیتم آپ کپ‌کام
مجموعه بیتم آپ کپ‌کام یک دسته از بازی‌های آرکید بیتم آپ کپ‌کام است که توسط کپ‌کام توسعه یافته و منتشر شده‌است. این مجموعه به صورت دیجیتالی برای نینتندو سوئیچ، پلی‌استیشن ۴، مایکروسافت ویندوز و اکس‌باکس وان در سپتامبر ۲۰۱۸ منتشر شد. نسخه فیزیکی در دسامبر برای پلی استیشن ۴ و نینتندو سوئیچ منتشر شد.